# (500540) 2012 UR24
(500540) 2012 UR24 es un asteroide perteneciente al cinturón de asteroides, descubierto el 21 de septiembre de 2001 por el equipo del Lincoln Near-Earth Asteroid Research desde el Laboratorio Lincoln, Socorro, Nuevo México, Estados Unidos.

## Designación y nombre
Designado provisionalmente como 2012 UR24.

## Características orbitales
2012 UR24 está situado a una distancia media del Sol de 3,079 ua, pudiendo alejarse hasta 4,155 ua y acercarse hasta 2,003 ua. Su excentricidad es 0,349 y la inclinación orbital 8,394 grados. Emplea 1973,94 días en completar una órbita alrededor del Sol.

## Características físicas
La magnitud absoluta de 2012 UR24 es 17,2. 